# Dmitrij Swietozarow
Dmitrij Iosifowicz Swietozarow (ros. Дми́трий Ио́сифович Светоза́ров; ur. 10 października 1951) – radziecki i rosyjski reżyser. Syn reżysera filmowego Iosifa Chejfica. Brat scenografa Władimira Swietozarowa oraz operatora filmowego Juliana Żejmo.

## Wybrana filmografia
- 1989:  Psy
- 2007: Zbrodnia i kara